# Patinaj artistic la Jocurile Olimpice de iarnă din 2018
Probele sportive de patinaj artistic la Jocurile Olimpice de iarnă din 2018 s-au desfășurat în perioada 9-25 februarie 2018 la Pyeongchang, Coreea de Sud, la Arena de gheață Gangneung.

### Sumar medalii

#### Clasament pe țări
| Loc   | Țară                             | Aur | Argint | Bronz | Total |
| ----- | -------------------------------- | --- | ------ | ----- | ----- |
| 1     | Canada (CAN)                     | 2   | 0      | 2     | 4     |
| 2     | Sportivii Olimpici ai Rusiei     | 1   | 2      | 0     | 3     |
| 3     | Japonia (JPN)                    | 1   | 1      | 0     | 2     |
| 4     | Germania (GER)                   | 1   | 0      | 0     | 1     |
| 5     | China (CHN)                      | 0   | 1      | 0     | 1     |
| 5     | Franța (FRA)                     | 0   | 1      | 0     | 1     |
| 7     | Statele Unite ale Americii (USA) | 0   | 0      | 2     | 2     |
| 8     | Spania (ESP)                     | 0   | 0      | 1     | 1     |
| Total | Total                            | 5   | 5      | 5     | 15    |

#### Probe sportive
| Probă sportivă              | Aur | Aur    | Argint | Argint | Bronz | Bronz  |
| Individual masculin detalii | Yuzuru Hanyu · Japonia (JPN) | 317,85 | Shoma Uno · Japonia (JPN) | 306,90 | Javier Fernández · Spania (ESP) | 305,24 |
| Individual feminin detalii  | Alina Zagitova Sportivii Olimpici ai Rusiei                                                                                       | 239,57 | Evgenia Medvedeva Sportivii Olimpici ai Rusiei | 238,26 | Kaetlyn Osmond · Canada (CAN) | 231,02 |
| Perechi detalii             | Aliona Savchenko / Bruno Massot · Germania (GER)                                                                                  | 235,90 | Sui Wenjing / Han Cong · China (CHN) | 235,47 | Meagan Duhamel / Eric Radford · Canada (CAN) | 230,15 |
| Dans detalii                | Tessa Virtue / Scott Moir · Canada (CAN)                                                                                          | 206,07 | Gabriella Papadakis / Guillaume Cizeron · Franța (FRA) | 205,28 | Maia Shibutani / Alex Shibutani · Statele Unite ale Americii (USA) | 192,59 |
| Trofeu echipe detalii       | Canada (CAN) · Patrick Chan · Kaetlyn Osmond* · Gabrielle Daleman** · Meagan Duhamel / Eric Radford · Tessa Virtue / Scott Moir · | 73     | Sportivii Olimpici ai Rusiei Mikhail Kolyada Evgenia Medvedeva* Alina Zagitova** Evgenia Tarasova / Vladimir Morozov* Natalia Zabiiako / Alexander Enbert** Ekaterina Bobrova / Dmitri Soloviev | 66     | Statele Unite ale Americii (USA) · Nathan Chen* · Adam Rippon** · Bradie Tennell* · Mirai Nagasu** · Alexa Scimeca Knierim / Chris Knierim · Maia Shibutani / Alex Shibutani | 62     |

* Patinatori care au concurat doar la programul scurt / dans.

** Patinatori care au concurat doar la programul liber / dans.